# Tōyako
Tōyako (洞爺湖町, Tōyako-chō) és una vila i municipi de la subprefectura d'Iburi, a Hokkaido, Japó i pertanyent al districte d'Abuta. El municipi és conegut per ser la seu de la 34na conferència del G8 i pel llac que dona nom al municipi, el llac Tōya.

## Geografia
El municipi de Tôyako es troba a l'oest de la subprefectura d'Iburi, al sud-est de Hokkaido. Al centre geogràfic del municipi es troba el llac Tōya, un llac emblemàtic de Hokkaido i que té una caldera volcànica al seu mig. El terme municipal de Tôyako limita ambe els de Makkari i Rusutsu, tots dos pertanyents a la subprefectura de Shiribeshi, cap al nord; amb Toyoura cap a l'oest; amb Date al sud i a l'est i amb Sōbetsu també a l'est.

## Història
La vila de Tôyako va ser fundada el 1920 amb la categoria de poble dins del districte d'abuta. Des del 1929 fins al 1941 va existir el Ferrocarril Elèctric de Tōyako. El 2006, Tôyako esdevé vila.
El 23 d'abril de 2007 s'anuncià que la vila i la seua contornada seria la seu on se celebraria la cimera del G8 del 2008. El llavors Primer Ministre del Japó, en Shinzo Abe, va dir que havia elegit la zona per la seua proximitat a llocs turístics i memorables com el llac Tōya o l'onsen.

## Demografia
| 1920   | 1930   | 1940   | 1950   | 1960   | 1970   | 1980   |
| ------ | ------ | ------ | ------ | ------ | ------ | ------ |
| 7.991  | 7.831  | 9.030  | 12.760 | 14.920 | 16.187 | 14.401 |
| 1990   | 2000   | 2010   | 2020   | 2030   | 2040   | 2050   |
| 13.113 | 10.622 | 10.128 | 8.597  | -      | -      | -      |

## Transport

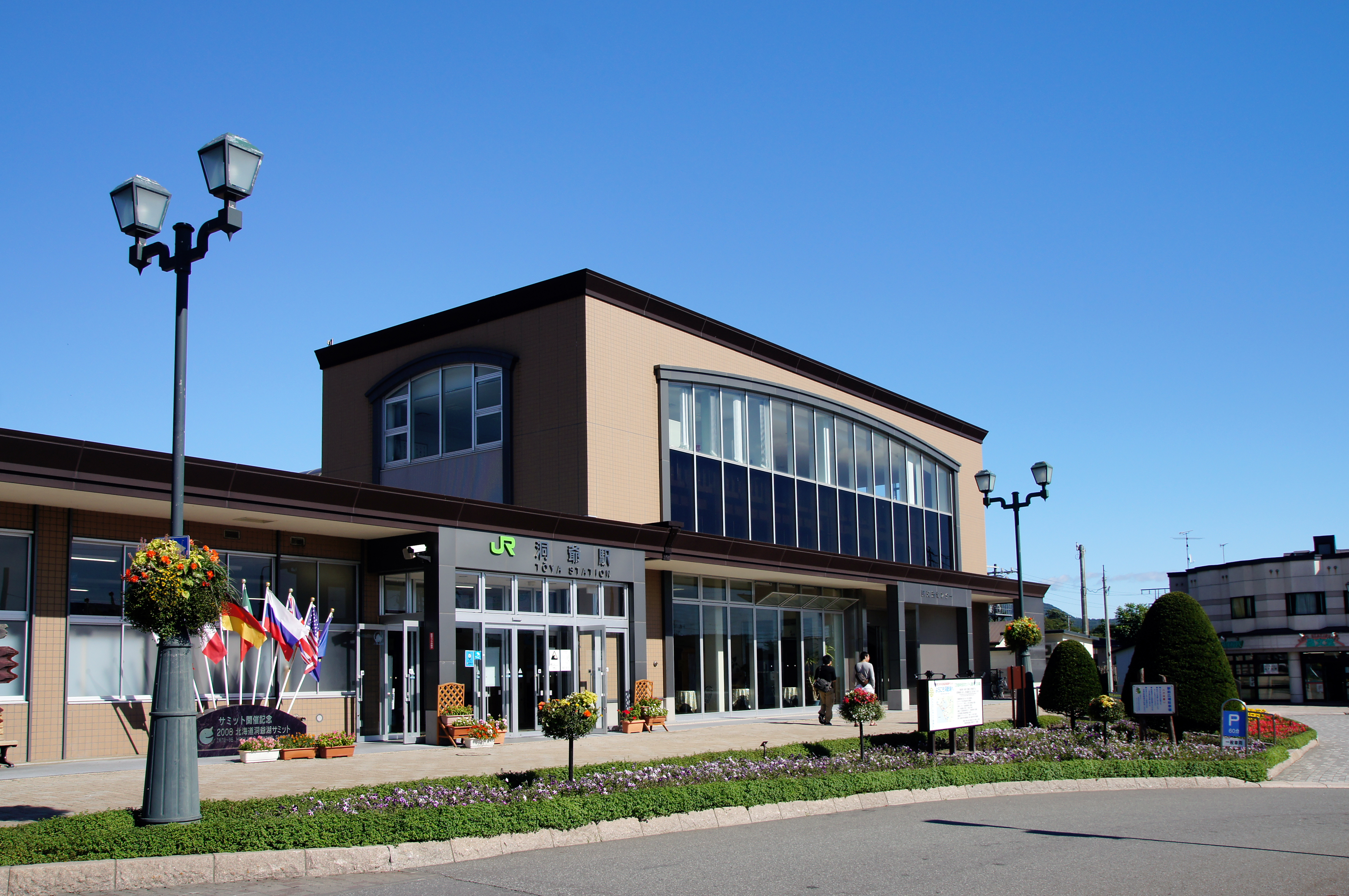
Estació de Tôya

### Ferrocarril
- Companyia de Ferrocarrils de Hokkaido (JR Hokkaido)
  - Tōya

### Carretera
- Autopista Central de Hokkaidō (Dō-Ō)
- Nacional 37 - Nacional 230
- Prefectural 2 - Prefectural 66 - Prefectural 132 - Prefectural 285 - Prefectural 560 - Prefectural 578

## Agermanaments
- Hakone, prefectura de Kanagawa, Japó. (Agermanament)[5]
- Mitoyo, prefectura de Kagawa, Japó. (Amistat)[5]
- Huangshan, província d'Anhui, RPX. (Amistat)[5]